# ديفيد بينيت (معلم موسيقى)
ديفيد بينيت هو معلم موسيقى كندي، ولد في 11 ديسمبر 1823 في City of Carlisle ‏ في المملكة المتحدة، وتوفي في 9 أغسطس 1902 في سانت جونز في كندا.